# كينتسوغي

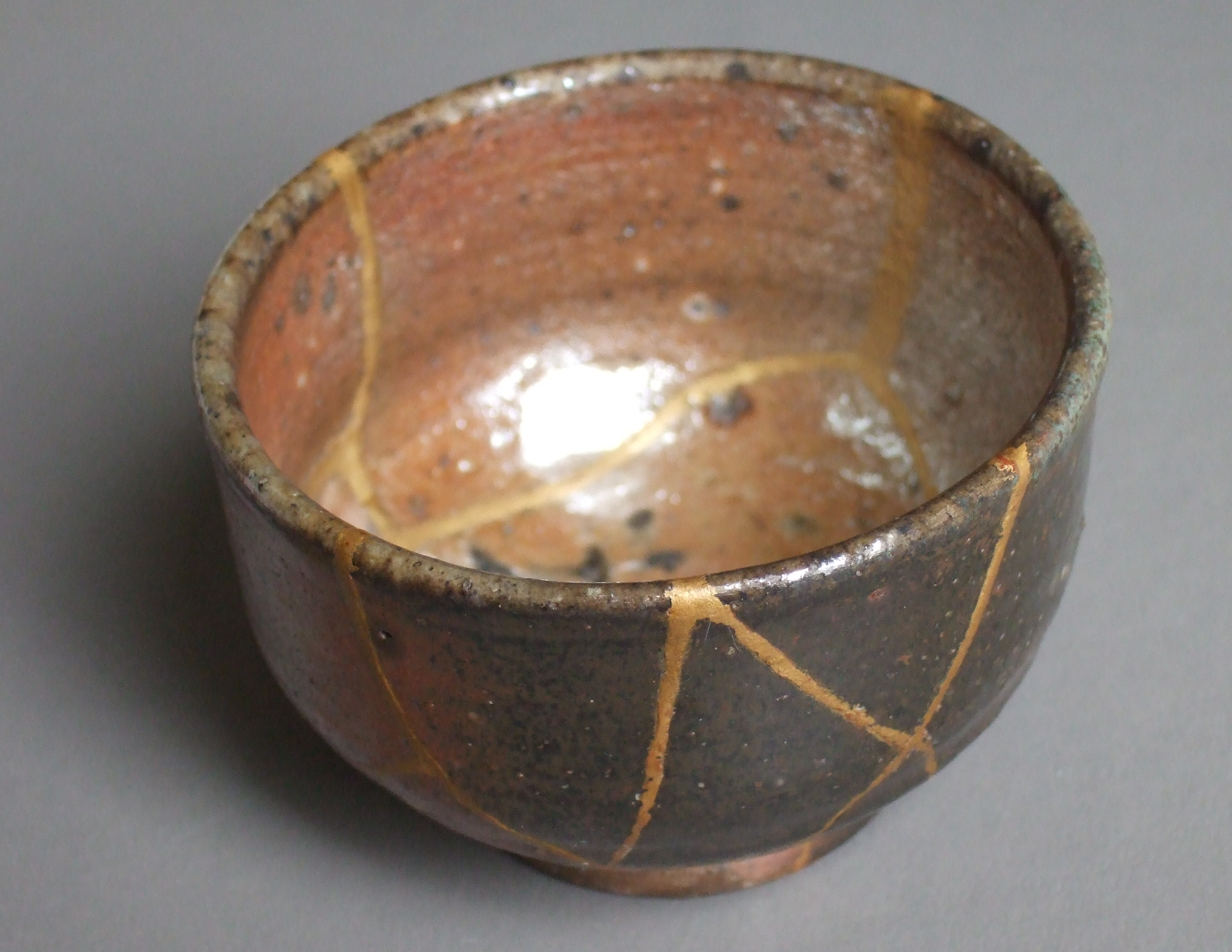
"كينتسوغي" إصلاح الخزف والفخار بالصمغ والذهب.

كينتسوغي (باليابانية: 金継ぎ، بالروماجي: kintsugi) هو فن ياباني قديم لإصلاح الخزف المكسور عن طريق ربط مناطق التكسر باللك الممزوج بمسحوق الذهب أو الفضة أو البلاتين، بطريقة تشبه أسلوب ماكي-إيه [الإنجليزية]، فلسفيًا يتم إعتمار الكسر والإصلاح على أنه جزء من تاريخ الجسم وليس عيبًا يجب إخفاؤه.

## الأصل

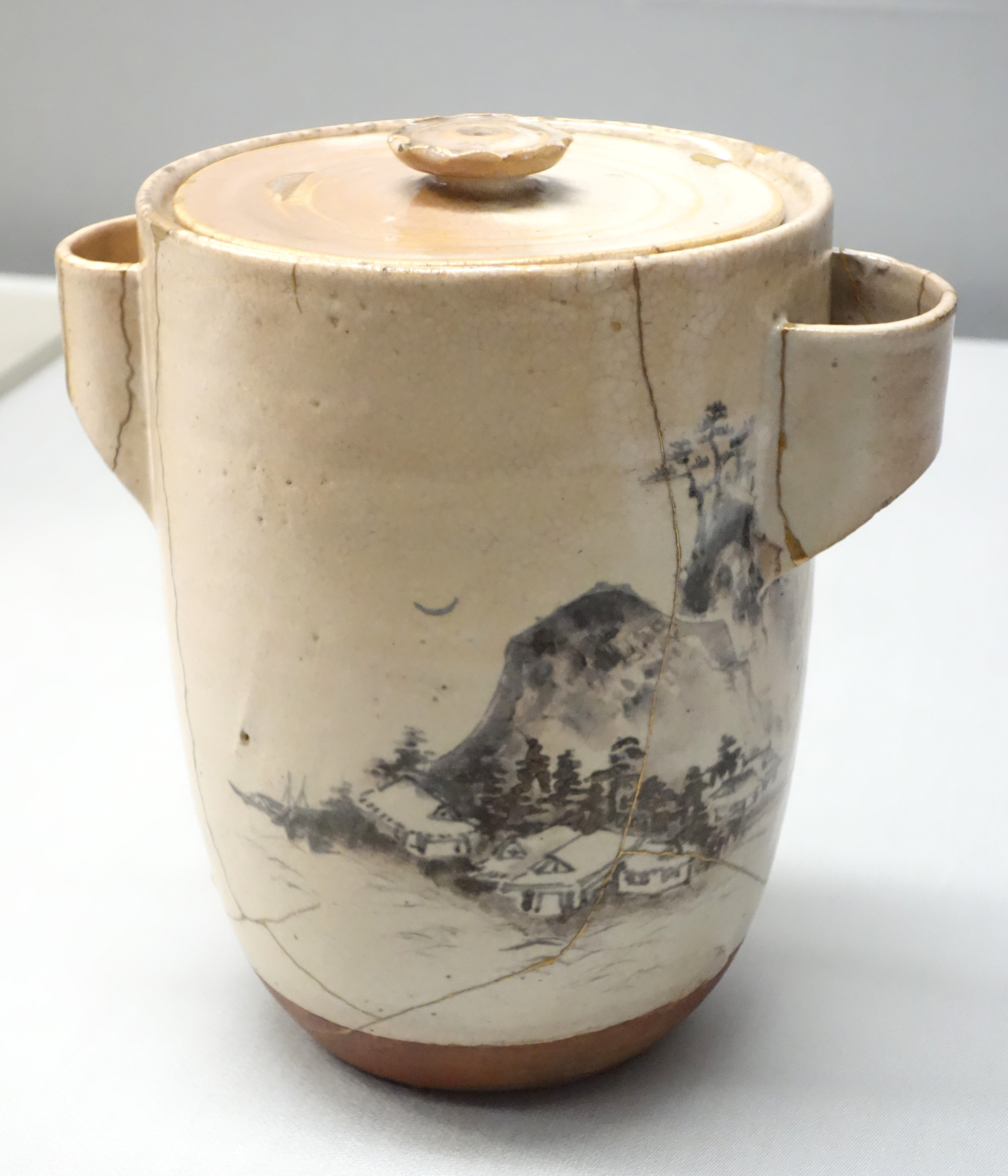
آنية مكسورة تم ترميمها بإستعمال "كينتسوغي" ترجع إلى القرن السابع عشر (حقبة إيدو).

تعد حرفة اللك تقليد قديم جداً في اليابان، وربما في فترة ما كانت على علاقة مع حرفة ماكي-إيه [الإنجليزية] كبديلة لتقنيات إصلاح السيراميك الأخرى، علا الرغم من أن الحرفة مرتبطة مباشرةً بالحرفيين اليابانيين إلا أن هذه التقنية أُستعملت أيضاً على قطع السيراميك في أماكن أخرى مثل الصين وفيتنام وكوريا، وارتبطت حرفة كينتسوغي بقوة مع الأوعية الفخارية المستخدمة في طقوس الشاي الياباني (تشانويو).
إحدى النظريات تقترح بأن هذه الحرفة ظهرت عندما قام الشوغون الياباني أشيكاغا يوشيماسا [الإنجليزية] بإرسال وعاء شاي صيني مكسور إلى الصين لإصلاحه أواخر القرن الخامس عشر، عند إعادة الآنية كانت القطع مرتبطة مع بعضها بمشابك معدنية قبيحة الشكل، مما جعل الحرفيين اليابانيين يبحثون عن وسائل ذات جمالية أكثر لإصلاحه مما أدى إلى إبتكار هذا الأسلوب، ثم أعجب الهواة وجامعي المقتنيات بهذا الفن الجديد لدرجة أثارت الشكوك حولهم بأنهم يقومون بكسر الأواني الخزفية بشكل متعمد لكي يتم إصلاحها بالذهب، من جهة أخرى ووفقاً لسجلات «باكوهان ساوكي»، كان «القبح» وفلسفة زن هي ما ألهمت فكرة الجمال في الأشياء المكسورة، حيث أصبح الوعاء ذو قيمة أكبر مع زيادة المشابك المعدنية الكبيرة المستخدمة والتي تبدو بشكل جراد لهذا تسمى الآنية «باكوهان» (مشبك الجراد العملاق).

## فلسفياً
يمكن النظر إلى حرفة كينتسوغي على أنها تملك شبه كبير مع فلسفة وابي-سابي اليابانية، التي تتبنى العيوب وعدم الكمال كجزء من الجمال، الجماليات اليابانية تُقدِر علامات التآكل وآثار الاستخدام على الأشياء، هذا يمكن أن يعطي سبب أكبر للإحتفاظ بالأشياء حتى بعد تكسرها كما انه مبرر لظهور حرفة كينتسوغي نفسها، حيث يتم التركيز على الشقوق وإصلاحها ببساطة على أنها حَدَث في حياة هذا الشيء بدلاً من إعتبار الضرر أو الكسر هو نهاية وظيفته، كما يمكن رؤيتها كتطبيق لمقولة «لا تهتدر، لا تحتاج»(1).

يمكن أيضاً ربط حرفة كينتسوغي بالفسلفة اليابانية (موشين) والتي تشمل مفهوم عدم التعّلق وقبول التغييرات والمصير بإعتبارهما جوانب من حياة الإنسان.
«ليس فقط عدم محاولة إخفاء الضرر، بل إصلاحه بطريقة بارزة حرفياً... نوع من التعبيرات الفيزيائية لروح الموشين.... غالباً تترجم موشين إلى (عدم مبالآة)، ولكن تحمل دلالات الوجود الكامل خلال اللحظة، عدم التعلق، الإتزان وسط الظروف المتغيرة... تقلبات الوجود بمرور الوقت التي يتعرض لها كل البشر، لا يمكن أن تكون أكثر وضوحاً من التكسرات والعقد والشقوق التي تتعرض لها الأواني الخزفية، وهذه الجمالية أو اللذة الوجودية قد عرفت في اليابان بمصطلح (مونو نو اواري)، حساسية الشفقة والتطابق مع الأشياء الأخرى خارج الذات.» - كريستي بارتليت، 'فليويرك: جماليات الخزف الياباني المرمم'.

## أنواع الربط
يوجد عدة أنواع من الربط في حرفة كينتسوغي:
- الصدع (ひび)، في هذه الطريقة يستعمل مسحوق الذهب مع الصمغ (ريسن) أو اللك لإلصاق القطع مع ملئ الحد الأدنى من الفراغات واستبدال القطع المفقودة بقطع مشابهة.
- أسلوب القطعة (欠けの金継ぎ例)، عند فقدان جزء من القطع وعدم توفر قطع بديلة يتم ملئ فراغات القطع الناقصة بالذهب أو خليط الذهب واللك.
- التوصيل البارز (呼び継ぎ)، في هذه الطريقة يتم تعويض القطع الناقصة بقطع مشابه بالشكل لكنها غير متطابقة مما ينتج تأثير الخلط للآنية الأصلية.[14]

## تقنيات مشابهة

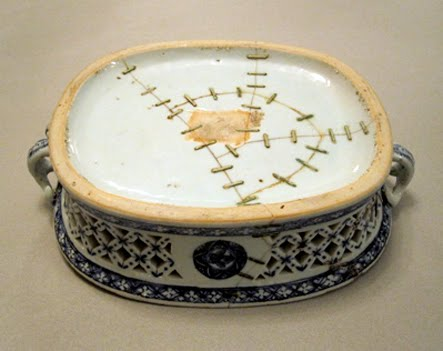
اآنية خزفية تم إصلاحها بالمشبك تعود إلى عام 1750م.

تقنية الإصلاح [الإنجليزية] بالمشبك تعتبر تقنية مشابهة لإصلاح الخزف المكسور، حيث يتم حفر ثقوب صغيرة على جانبي الشق لوضع المشابك المعدنية ثم ثنيها على بعضها لتثبيت القطع معاً، تم استخدام أسلوب الإصلاح بالمشبك في أوروبا (اليونان القديمة، إنجلترا، روسيا وغيرهم) وفي الصين كأسلوب لإصلاح القطع ذات القيمة الخاصة.

## تأثيرها في الفن الحديث، والثقافة المعاصرة
كينتسوغي يعتبر مفهوماً عاماً على تسليط الضوء على النقص وعدم الإكتمال والتركيز على التصحيحات والتحسينات وإبرازها بدلاً من الإبقاء على النقص والقطع المفقودة، حيث يجرب الفنانون الحديثون الأساليب القديمة من أجل تحليل فكرة الخسارة والتركيب والتحسين من خلال إصلاح المحطم أو إعادة التشكيل.
بينما بالأصل يتم تجاهله على إعتبار أنه فن منفصل، يتم عرض قطع كينتسوغي وطرق الإصلاح الأخرى المشابهة في المعارض مثل معرض فرير للفن [الإنجليزية] في مؤسسة سميثسونيان، ومتحف المتروبوليتان للفنون ومتحف هربرت اف جونسون للفنون [الإنجليزية].
خلال جائحة كوفيد-19، عادت الفلسفة للظهور كطريقة للتخفيف عن أولئك الذي عانوا من الخسارة نتيجة المرض والصدمات وإضطرابات الحياة، في مقال نشر عام 2020  بعنوان «الحياة بعد كوفيد-19: إفساح مجال للنمو» ذكرت جمعية علم النفس الأمريكية أن «التعافي بعد التعرض للصدمة يشبه إصلاح الدماغ بالكينتسوغي»، وفي مقال عام 2021 نشر في صحيفة نيويورك تايمز، استخدمت إيميلي أصفهاني سميث كينتسوغي كإستعارة لإعادة النهوض بعد الأحداث الصعبة، في نفس العام مقالة مميزة نشرت في المجلة الطبية البريطانية وصفت فلسفة كينتسوغي كأداة قوية للتعافي من الصدمة الناتجة عن فقدان الأحبة خلال جائحة كورونا.

## هوامش
1: ترجمة مجازية لمقولة "Waste not, want not".